# Giuseppe Jappelli

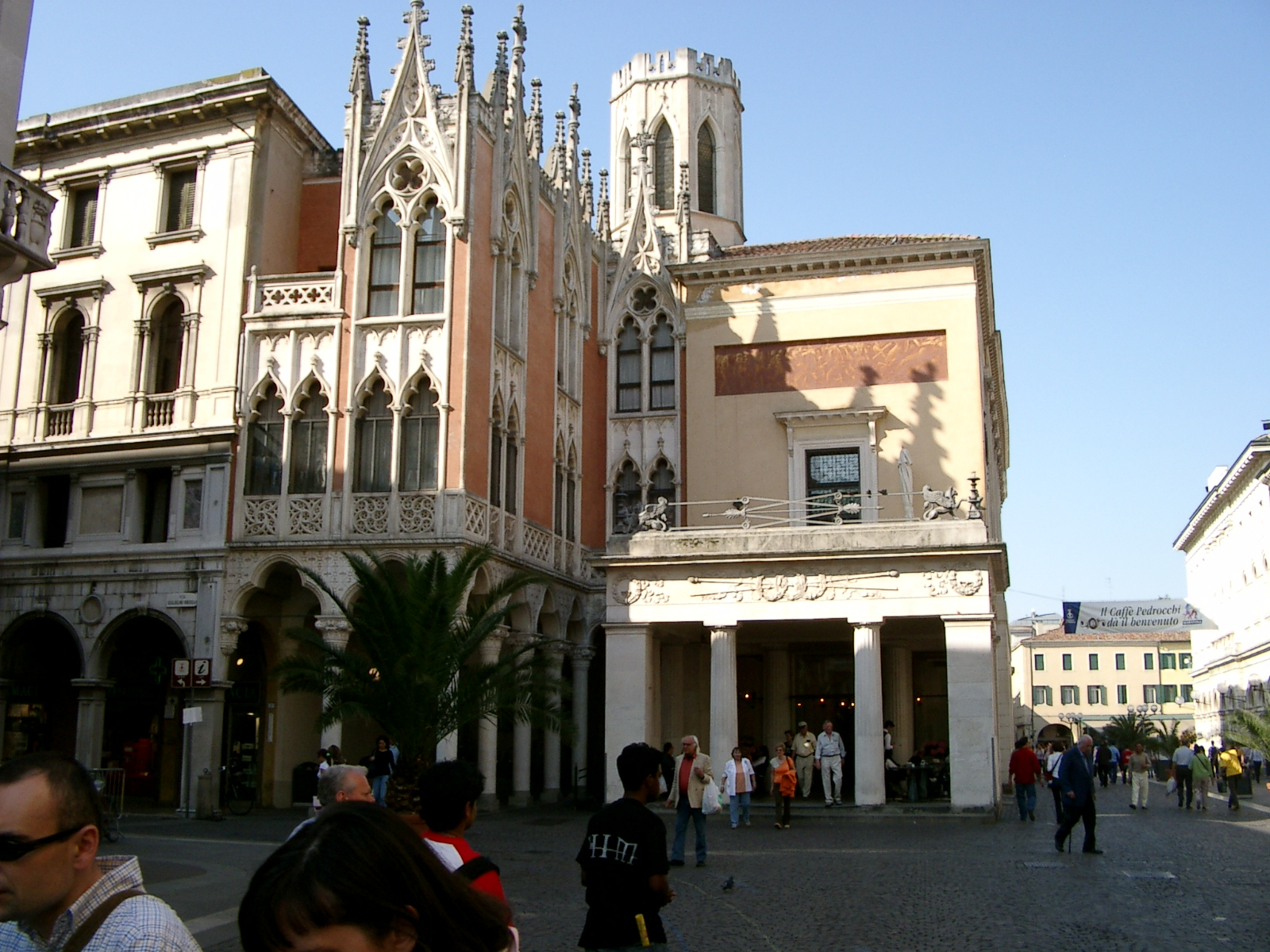
A Café Pedrocchi

Giuseppe Jappelli (Velence, 1783. május 18. – Velence, 1852. május 8.) olasz építész. Bolognában tanult, 1836-37-ben Franciaországban és Angliában járt. Fő műve a padovai Café Pedrocchi, az egyik első kávéház Európában. A csatlakozó bérház, az il Pedrocchino velencei gótikától ihletett formája a két irányzat párhuzamosságát mutatja. további művei: padovai börtön (1822); Loggia Amulea (1825); a Padovai Egyetem épülete (1824); több park építésében is részt vett.